# Pfaffengrundturm
Der Pfaffengrundturm ist ein Sendeturm zur Verbreitung von Hörfunkprogrammen im UKW-Bereich und für Mobilfunksender in Heidelberg-West. Er ist ein freistehender Stahlbetonturm und steht südlich der in Richtung Pfaffengrund führenden Eppelheimer Straße im Stadtteil Bahnstadt.
| Frequenz (MHz) | Programm        | RDS PS   | RDS PI                | Regionalisierung  | ERP (kW) | Antennendiagramm rund (ND)/gerichtet (D) | Polarisation horizontal (H)/vertikal (V) |
| -------------- | --------------- | -------- | --------------------- | ----------------- | -------- | ---------------------------------------- | ---------------------------------------- |
| 90.9           | bigFM           | _bigFM__ | D8A9 (regional), D3A9 | Baden-Württemberg | 0,1      | D                                        | H                                        |
| 106.5          | Deutschlandfunk | __Dlf___ | D210                  | –                 | 0,4      | D                                        | V                                        |